# Chiesa dei Santi Silvestro e Martino
(Iscrizione nella navata centrale)
La chiesa dei Santi Silvestro e Martino è un luogo di culto cattolico della città di Milano, situato in viale Lazio 19, all'interno del Municipio 4.
La chiesa è dedicata a San Silvestro I papa e a San Martino di Tours ed è sede dell'omonima parrocchia, che fa parte del decanato di Romana-Vittoria, nella zona pastorale I di Milano.

## Storia
La situazione urbanistica di Milano attorno al 1930 rispecchia l'attuazione del P. Regolatore Berruto (1889) con isolati definiti ma non completati. Sono ancora presenti la Cascina Paradisetta,  C. Franca,  C. Mancatutto, C.  Cuccagna. La Chiese presenti nella zona sono: la basilica di S. Nazaro in Brolo di Corso di Porta Romana (386 d.C.) - S. Pio V (1929) di Via Lattanzio - S.Andrea (1904) di Via Crema - Santa Maria del Suffragio (1894) di Corso XXII Marzo. 
La testimonianza fornita dal Prof. Armando Frumento in una lettera inviata alla Parrocchia, riporta: Nell'anno 1936,“….e alcune signore, tante volte più innovatrici degli uomini, s’addentrarono nel progetto di far sorgere nel Viale nuovo una Chiesa nuova. La signora Maria Vajani Frumento (Viale Lazio, 16) e la signora Gonzales (Via Vasari, 34) decisero di recarsi in Curia e mi pregarono di dare loro una cartina topografica chiarificatrice. Fu ben facile tracciare due righe su una mappa, unendo Sant’Andrea con Santa Maria del Suffragio e S.Nazaro con l’area di S.Pio V in Santa Maria Nascente. Come al centro di un mirino, il crocicchio puntava sul bel mezzo di Viale Lazio”. Queste signore si attivano facendosi ricevere dal Cardinale Ildefonso Schuster: il luogo proposto per la nuova Chiesa è indicato su una piantina della zona ed è individuato dall'intersezione di due linee congiungenti esattamente S. Nazaro di Corso di Porta Romana con S. Pio V di Via Lattanzio e S.Andrea di Via Crema con Santa Maria del Suffragio di Corso XXII Marzo. Il luogo d'incrocio, situato in Viale Lazio, centrava l'area della Stazione Capolinea della tramvia del 'Gamba de Legn' della linea Melegnano Lodi, già in via di dismissione perché sostituita da nuove linee elettriche e autobus.
L'arcivescovo di Milano, il cardinale Alfredo Ildefonso Schuster, approvata la richiesta con l'appoggio dei Parroci interessati, delega il Canonico della Basilica di Santo Stefano Mons. Alfredo Malandra alla costruzione della nuova Chiesa nell'erigendo quartiere ad ovest di Porta Romana. 
Mons. Malandra, di famiglia nobile, artista, compositore di musica sacra, si attiva per i finanziamenti e per i progetti;  per questi si rivolge, all'Arch. Mario Cavallè (1895-1982)  già conosciuto in zona per alcune opere realizzate in Viale Lazio.
L'Arch. Cavallè, per inquadrarne la figura, aveva progettato nel mondo 136 teatri e cinema e, in Milano, si può ricordare il teatro Manzoni (1947), il cinema Istria (1940), il cinema Astra (1941), la ricostruzione del Dal Verme dopo i bombardamenti, la ristrutturazione del Puccini (1955) più altre sale di spettacolo, alberghi e le ville della Maggiolina: le case a Igloo, le case a Fungo e la Villa Girasole a Magreglio. L'Arch. Cavallè propone varie soluzioni: è interessante citare una prima proposta in cui il tiburio è confrontabile con quello della Chiesa dei Santi Martiri Nereo e Achilleo anch'essa del 1937, quasi ad interpretare uno spirito dell'epoca. Il progetto finale, semplificato nel tiburio e nelle facciate, verrà poi ulteriormente modificato in anni successivi dagli Arch. Ottavio Cabiati e Luigi Brambilla.
Nel 1936 si apre il cantiere con la realizzazione della canonica, mentre si sviluppano i progetti della Chiesa. Nel catastale è ben visibile la parte di costruzione absidata che ha costituito per alcuni anni la Chiesa provvisoria in attesa della Chiesa principale. Accanto a questa Cappella era situato l'appartamento di Mons. Malandra, completo di un salone per concerti con palco per il pianoforte.
La prima pietra del nuovo edificio, progettato da Mario Cavallé, fu solennemente posata alla presenza dell'arcivescovo il giorno 31 dicembre 1937, memoria liturgica di san Silvestro papa. 
Nel 1938 iniziano i lavori per la nuova Chiesa con la costruzione delle 3 navate, lavori che si bloccano nel 1939 con l'inizio della guerra. La Chiesa viene comunque aperta al Culto e con decreto arcivescovile la parrocchia venne fondata il 13 aprile 1938. 
Il 12 Agosto 1943 La Chiesa viene gravemente danneggiata dai bombardamenti e deve essere chiusa. Con questo evento Mons. Malandra si ritira scoraggiato ed ammalato. Subentra un nuovo Parroco, Don Filippo Bruschi. I lavori di ricostruzione delle parti distrutte riprendono con gli architetti Ottavio Cabiati e Luigi Brambilla, sotto la supervisione del progettista Cavallè e, per la Pasqua 1946, la Chiesa riapre alle celebrazioni. I lavori procedono quindi con il completamento degli interni fino al 1957 per interrompersi fino al 1968 per il contemporaneo realizzarsi dell'edificio delle Opere Parrocchiali e del Cinema-Teatro. Tra il 1968 e il 1972 vengono realizzati il transetto, l'abside e il tiburio con la cupola. 
La chiesa venne solennemente consacrata il 10 novembre 1972, vigilia della festa di san Martino di Tours dall'arcivescovo di Milano Giovanni Colombo.
Nel 1972 la chiesa, in realtà, si presenta ancora incompleta, ma la mancanza di fondi impone un fermo ai lavori. 
Nel 1993, il nuovo parroco don Mauro Poggi, geometra, già coordinatore nella costruzione della Chiesa di Santa Maria Ausilitrice alla Barona, scrive: "È giunto il momento di pensare ad una sistemazione globale della Chiesa, delle opere e della Canonica... Per mio scrupolo di coscienza: tutto sia nella semplicità, robustezza e con certa povertà." Vale il ricordo delle parole del Cardinale Martini: "Le nostre Comunità, chiedono Chiese non monumentali ma semplici e discrete, riconoscibili come Chiese, capaci di durare nel tempo."  Così tra il 1995 e il 1996, nell'ambito di importanti lavori di restauro all'intero complesso parrocchiale, è stato realizzato il rivestimento in mattoni dell'esterno della chiesa su progetto degli arch. Giorgio Sasso e arch. Ferdinanda Montesissa. A completamento delle opere, si è proceduto alla collocazione della Statua della Madonna dell'Accoglienza, opera dello scultore Don Marco Melzi dell'Istituto d'arte Beato Angelico. Con la benedizione della Statua della Madonna, la notte del Natale 1996, si sono considerati terminati i lavori.

## Descrizione

### Esterno
L'esterno della chiesa dei Santi Silvestro e Martino presenta volumetrie ben distinte fra di loro e un paramento murario, realizzato tra il 1995 e il 1996, in mattoncini in cotto rossi intervallati da tre strette fasce orizzontali in intonaco bianco.
La facciata della chiesa dà su via Andrea Maffei ed è preceduta da un sagrato sopraelevato e preceduto da una breve scalinata. Il prospetto è costituito da una sezione centrale con coronamento piano e da due sezioni laterali sporgenti, della medesima altezza, con pianta quadrata. La sezione centrale presenta, al centro, un grande arco a tutto sesto poco profondo nel quale si apre, il rosone circolare con schematica raggiera in marmo e vetrata policroma, e, in basso, i tre portali, con quello centrale più grande rispetto ai due laterali. I portali sono preceduti da un portico con semplice copertura a serliana sorretta da due pilastri a pianta quadrata rivestiti in ceppo lombardo. I due corpi laterali presentano alte finestre a feritoia rettangolari. Sull'angolo del corpo di destra, si trova una statua della Madonna dell'Accoglienza, opera dello scultore don Marco Melzi dell'Istituto d'arte Beato Angelico.

### Interno

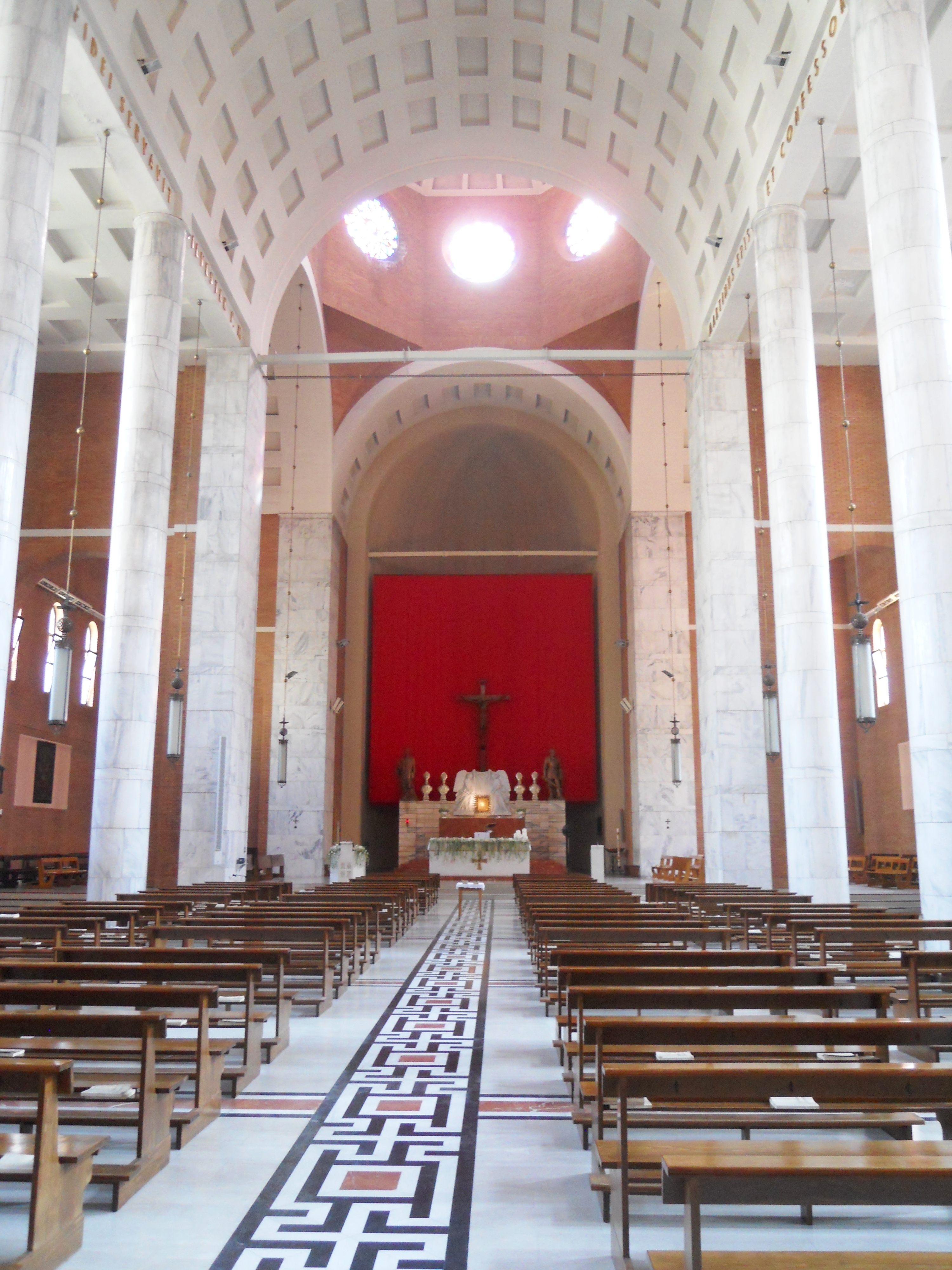
Interno

L'interno della chiesa ha pianta a croce latina, con tre navate, transetto non sporgente e profonda abside semicircolare.
Le tre navate sono separate da due file di colonne lisce, quattro per fila, rivestite in marmo di Lasa e prive di capitello.
Il soffitto, con semplici cassettoni rettangolari e interamente coperto con intonaco bianco, è piano in corrispondenza delle navate laterali e a volta a botte in corrispondenza della navata centrale. Anche i due bracci del transetto, aventi la stessa altezza e la stessa larghezza della navata centrale, così come il coro, sono coperti con volta a botte cassettonata.
Sulle pareti esterne delle due navate laterali, si aprono due ordini di monofore con arco a tutto sesto, intervallati da un ballatoio con ringhiera in ferro. Le due pareti alla testata del transetto, invece, presentano, nella parte inferiore, tre monofore e, in quella superiore, un rosone circolare.
Nella navata di destra, si trovano l'altare di Sant'Antonio da Padova, con statua lignea dipinta di Sant'Antonio col Bambino (prima campata), il Polittico dell'Apocalisse di Primo Lavagnini (seconda campata) e il Sacro Cuore di Giuseppe Valerio Egger (quarta campata); nella navata di sinistra, invece, si trovano Santa Rita da Cascia riceve le stimmate di Giuseppe Valerio Egger (prima campata) e l'altare marmoreo della Madonna, con statua raffigurante la Madonna col Bambino, costruito nel 1950 su progetto di Ottavio Cabiati (terza campata). Nella cappella del Fonte Battesimale, situata all'ingresso della chiesa, nella navata sinistra, è presente l'affresco del Battesimo di Gesù realizzato e donato dal pittore Marino Ronchi, accademico di Brera in occasione delle proprie nozze con la parrocchiana Giuseppina Bramati.
La crociera è coperta da una cupola ottagonale con tamburo, avente un rosone su ciascun lato, e lanterna; anch'essa, internamente, presenta un soffitto a cassettoni.
Il presbiterio è rialzato di alcuni gradini rispetto al resto della chiesa ed occupa parte della crociera e il coro. Al centro, si trova l'altare maggiore, costituito da un unico blocco in marmo bianco con al centro del paliotto una croce intarsiata; sulla sinistra, vi è l'ambone marmoreo e, sulla destra, un ambone più piccolo dello stesso materiale. Dietro l'altare, vi è la sede con, alle spalle, una parete al centro della quale si trova il tabernacolo inserito all'interno di un bassorilievo raffigurante Due angeli che sorreggono il Sudario. La parete è sormontata dalle tre sculture lignee del Crocifisso (al centro), di San Silvestro papa (a sinistra) e di San Martino di Tours (a destra). Alle spalle della parete si trova l'abside semicircolare, priva di decorazioni, generalmente coperta dal moschetto.

### Organo a canne

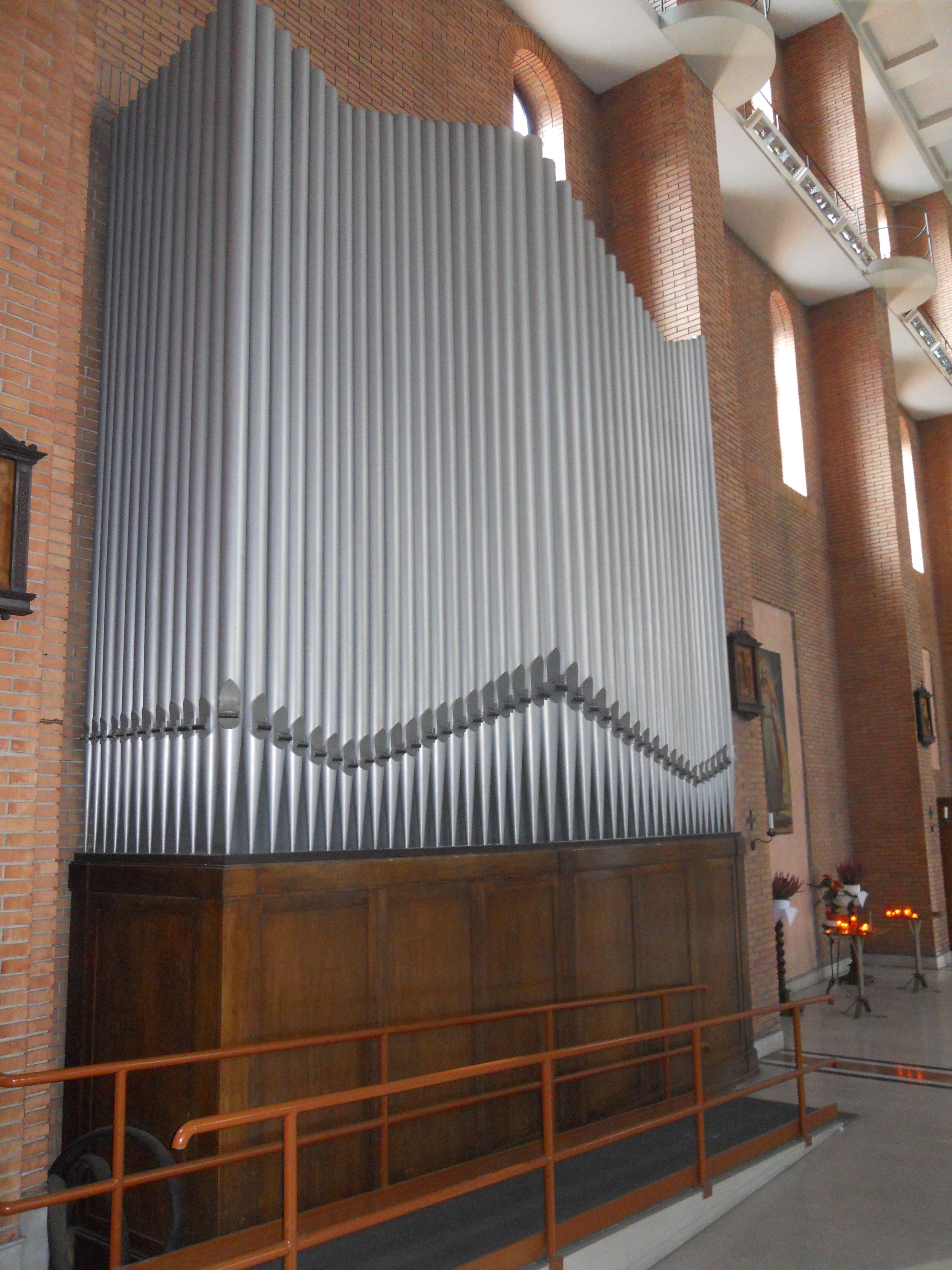
Organo a canne

Nella quarta campata della navata laterale di destra, addossato alla parete, si trova l'organo a canne della chiesa, costruito nel 1960 dalla ditta organaria milanese Balbiani Vegezzi-Bossi.
Lo strumento è a trasmissione elettrica e sfrutta il sistema multiplo, con tutte le canne interamente chiuse entro cassa espressiva, ad eccezione di quelle che compongono la mostra. Queste ultime, con bocche a mitria, appartengono ai registri Basso armonico 16' e Basso 8'/Diapason 8', che sulla consolle sono accompagnati dalla dicitura "F", e sono disposte a palizzata, con cuspide unica con ali laterali nella parte anteriore. La consolle, in legno scuro, è mobile indipendente ed è situata nel braccio destro del transetto. Ha due tastiere di 61 note ciascuna e pedaliera concavo-radiale di 32 note.